# Anıl Atağ
Anıl Atağ (* 2. Juni 1990 in Altındağ, Ankara) ist ein türkischer Fußballtorhüter.

## Karriere
Atağ begann ab 2001 für die Nachwuchsabteilung von MKE Ankaragücü zu spielen. Nachdem er 2006 in die Jugend von Karşıyaka Güven SK gewechselt war, kehrte er nach einem Jahr wieder in den Nachwuchs Ankaragücüs zurück.
Im Januar 2010 wechselte er zum Viertligisten Bandırmaspor und begann dort seine Profikarriere. Sein Profidebüt gab er in der Ligapartie vom 9. Mai 2010 gegen Pazarspor. Mit seiner Mannschaft beendete er die Saison 2009/10 als Meister der TFF 3. Lig und stieg mit ihr in die TFF 2. Lig auf. In der 2. Lig, der dritthöchsten türkischen Spielklasse, befand er sich zwar eine Saison lang als Ersatzkeeper im Mannschaftskader, blieb aber während dieser Zeit ohne Pflichtspieleinsatz.
Nachdem er bei Bandırmaspor in eineinhalb Spielzeiten nur zu einem Einsatz gekommen war, wechselte Atağ zur Saison 2011/12 zum Viertligisten Manavgat Evrensekispor. Für diesen Klub absolvierte er in seiner ersten Saison zwölf Ligaspiele und wurde in der zweiten Saison an den Ligarivalen Sandıklıspor. Hier wurde er auf Anhieb Stammtorhüter und beendete die Spielzeit mit 32 Ligaeinsätzen. Nach dieser Leihsaison wurde er auch bei Evrensekispor Stammtorhüter und beendete die Saison ebenfalls mit 32 Ligaeinsätzen. Trotz dieser Saison als Stammtorhüter verlieh in sein Verein für die Spielzeit 2014/15 an den Ligarivalen Büyükşehir Belediye Erzurumspor.
Nachdem er im Sommer 2015 von BB Erzurumspor zurückgekehrt war, löste er nach gegenseitigem Einvernehmen mit Evrensekispor, was sich in der Zwischenzeit in Manavgatspor umbenannt hatte, seinen Vertrag auf und wechselte anschließend zum Zweitligisten Giresunspor.

## Erfolge
Mit Bandırmaspor
- Meister der TFF 3. Lig und Aufstieg in die TFF 2. Lig: 2009/10